# Гулей Анастасія Василівна
Анастасі́я Васи́лівна Гуле́й, до шлюбу Пляшечник (12 грудня 1925, с. Грабарівка, Пирятинський р-н, Полтавська обл.) — голова Української організації борців антифашистського опору, активна громадська діячка, видавниця. Жертва сталінських репресій, колишня ув'язнена нацистських концтаборів Аушвіц, Бухенвальд та Берген-Бельзен.

## Біографія
Народилася в селі Грабарівка Полтавської області в родині сільського вчителя Василя Петровича Пляшечника та Секлети (Секлітікії) Феофілактівни Панікар. Анастася (Надя, як її називали в родині) була найменшою дитиною. Старший брат Василь (1915 р.н.) був теж вчителем, загинув під час Другої світової війни у лютому 1945 року. Середній брат Ігнатій (1918 р.н.) учасник радянсько-фінської війни, пережив блокаду Ленінграду. Найменший Петро (1922 р.н.) на Другій світовій війні був тяжко поранений, залишився без ноги.
Дитячі роки Анастасії пройшли в селі Бубнівщина Чернігівської області, де батько через два роки після її народження отримав місце вчителя. Вона була допитливою і жвавою дитиною, дуже любила читати. Велика батьківська бібліотека давали можливість задовольняти цей інтерес. На рік раніше пішла до школи і закінчила 9 класів.

## Голодомор та сталінські репресії
Хоча Анастасія зростала серед любові батьків і старших братів, її дитячі роки важко назвати безхмарними.
Під час колективізації знищили майже усю родину її матері (вона мала 8 братів і сестер). Материних батьків Феофілакта та Анастасію Панікар розкуркулили, виселили із села. «Куркулям» відвели на полі місце, де дозволили викопати землянку і в ній жити. У село ходити заборонялося: живи як хочеш, чи помирай. Те ж саме гетто в меншому масштабі. Посипалися неприємності і на батька, за ним стали пильно стежити, щоб він не допомагав родичам, бо інакше звинуватять у зв'язках з «куркульським елементом». Анастасія Гулей згадувала, як одного разу дідусь мусив тікати від бригади «активістів», яким хтось доніс, що до вчителя у хату прийшов «куркуль». Того разу дідові Феофілакту вдалося втекти, але довго він не прожив, його вдарили цеглиною по голові «комсомольці» в іншому селі."
Чотирьох дядьків Анастасії (маминих братів) заарештували у 1930 році. Григорія і Михайла розстріляли в тюрмі в Прилуках (наймолодшому було 16 років) за хибним обвинуваченням. Інших двох Андрія і Гордія вислали на 5 років до радянських таборів, але у 1937 році їх заарештували повторно. Гордія розстріляли у Харківській тюрмі. Андрію пощастило більше, він повернувся до рідного села після 8 років ув'язнення. Їх діти прожили вік приниженими, зневаженими і зацькованими, словом — діти «ворогів народу».
У дитячу пам'ять Анастасії врізалися й інші моторошні картини. Як під час Голодомору повз їхнє вікно, через шкільне подвір'я, щодня носили покійників на кладовище. Несли у ряднах, трун ніхто не робив, покійників ніхто не оплакував. Закопають одного, йдуть по іншого і так щодня з ранку до вечора. Або іншого разу вона з подругою стали свідками роботи так званої «буксирної команди», які відібрали в удови останній вузлик квасолі. А ще страшніше було зустріти опухлу жінку, яка зі скляними нелюдськими очима іде в одній сорочці, шукає їжі.

## Друга світова війна
У 1939 році забрали до Червоної армії середнього брата Гната, попри те, що в юнацтві переніс туберкульоз колінного суглоба. Навесні 1941-го змінив професію вчителя на техніка підривних робіт старший брат Василь. Анастасія теж планувала після закінчення 9 класів вступити до Московського інституту іноземних мов, де за прискореною програмою готували військових перекладачів. 21 червня 16-літня приїхала у Пирятин, щоб отримати свідоцтво про народження і надіслати документи в інститут, аж ранком у неділю стало відомо про напад Німеччини. Через три місяці німці були вже в Пирятині.

## Примусова праця в Третьому Рейху
На початку 1942 року окупаційна влада розпочала масовий вивіз жителів України на роботу до Німеччини. Спочатку агітували добровольців, але дуже швидко перешли до масових примусових заходів із залученням поліції та охоронних підрозділів Вермахту. Навесні 1943 р. була оголошена «мобілізація» всіх працездатних 1923—1925 років народження. Тепер під депортацію потрапляла і Анастасія. Сільський староста і поліцаї шантажували родину, як не поїде дочка, то відправлять матір. Одного разу Насті вдалося втекти з Пирятина. Два тижні переховувалася у сусідів та знайомих у селі. Потім таки прийшла додому, щоб зібратися в дорогу переїхати до тітки у Чернігівську область.
«Назавжди запам'яталася картина: мати сіє борошно, щоб спекти мені коржики на дорогу, біля порогу лежить зарізана курка ще не обскубана — теж для мене, я лежу на печі за ширмочкою, думаю що взяти мені на дорогу. Та ось заходять у хату староста села Захарко і поліцай Павло, якого прозивали „Габло“. Довго не говорили, дали повістку, взяли підпис, пригрозили, щоб не подумала знову тікати, бо випровадять матір. Отут мама заголосила, щось підказувало їй — наступило найстрашніше».
Групу українських невільників, серед яких була і 17-літня Анастасія, привезли працювати до містечка Кьоніґсгутте (Königshutte) у Польщі. Поселили у табір при великому хімічному підприємстві. Нацистські чиновники називали робочу силу із окупованих радянських територій остарбайтерами (східними робітниками). Остарбайтери серед інших цивільних іноземців мали найгірші умови проживання, найменше харчування і найважчі умови праці. Новоприбулих бранців направили на ремонт залізниці, поблизу міста Катовіце. Молоді дівчата розвантажували вагони зі шлаком, підсипали його під шпали. Дорогою в неволю Анастасія знайшла собі подруг із Пирятинського району, з ними і намовилися тікати.
«Я не була вже така радянська патріотка, але не могла просто так працювати на німців, коли троє братів воювали на фронті. Такі думки пекли мозок і серце, і гнали додому». На станції Катовіце дівчата добре вивчили карту Польщі і розробили маршрут, як пройти до кордону дистрикту Галичина. Одного разу під час сильного дощу, коли всі робітники ховалися у складі, п'ятеро українок непомітно пішли зі станції за місто на Схід «до кордону».
Дорогою польські селяни попереджади втікачок мало не в кожному селі, що їх все одно впіймають, пропонували притулок і роботу. Вони пройшли 10 днів, вдало перейшли Віслу, дійшли до річки Сян, коли їх впіймав польський жандарм. Місяць сиділи у в'язниці Жешува, 28 липня їх перевезли до тюрми Тарнува, а надвечір 8 серпня 1943 року ув'язнені прибули до концтабору Аушвіц.

## Ув'язнення у нацистських концтаборах
У концтаборі Аушвіц новачкам одразу влаштували процедуру прийому: їх облили холодно водою, переодягли в смугастий тюремний одяг, взули в дерев'яні довбанки, обстригли волосся, викололи на руці номер 61369. «По війні я не раз чула співчутливе» — розказує Анастасія Гулей — «А боліло, коли виколювали? Ми були таким жахом пройняті, що хоч би і голови відтинали, то не відчували б фізичного болю. Наче то нічого страшного не робилося, але це було так не зрозуміло, такий жах охоплював мозок, такий стан був пригнічений, що людина втрачала розуміння, де вона знаходиться і що з нею відбувається, на якому світі живе».
Анастасія з подругами потрапила у відділення концтабору Аушвіц ІІ (Біркенау), який був табором знищення переважно для євреїв та ромів. На території Біркенау збудували 4 газові камери, замасковані під душові, та 4 крематорії, що використовувались для спалювання трупів людей. Анастасія жила в бараку, який знаходився недалеко від центральної дороги, що розділяла чоловічий і жіночий табори і вела в ліс, до крематоріїв. Щодня вона спостерігала, як цією дорогою йшли євреї, колоною по п'ятеро в ряду. В'язням здавалося, що вони ідуть як на парад: гарно вбрані, з дітьми різного віку. Діти несуть ляльки, ідуть безтурботно біля батьків, дідусів, бабусь, підкидають м'яч і не здогадуються, як і їх батьки, куди вони йдуть. «Тяжко, боляче було дивитися на ці нескінченні смиренні колони людей, хотілось кричати: „Не йдіть! Не здавайтесь! Боріться!“. А вночі сморід горілого людського тіла накриває всю територію Біркенау, полум'я над трубою досягає десяти метрів, а чорний пекельний дим застилає увесь світ. Жах сковує тіло, холодить душу. Невже це можливо? Де це діється, на якому світі?».
Табірний режим, голод, знущання — все було розраховано на те, щоб позбавити людину її індивідуальності, волі до життя. «Думки про втечу вже не було», — зізнається Анастасія Василівна. Перебуваючи у карантинному блоці, жінки ще пробували на початку протестувати. Їх ганяли копати глибокий рів перед огорожею табору. Земля глиниста, мокра, бранки грузнуть у своїх дерев'яних колодках, а тут ще почався дощ. Вирішили не виходити на роботу. Блокова кричить, репетує — вони ні з місця. Сидять у бараці. Тоді прибігає комендант табору Йозеф Крамер, вискочив на третій поверх нар, почав стріляти у стелю. Вигнали жінок з браку, вишикували в шеренгу, поставили на коліна у багнюку з піднятими руками, а комендант проходить і кожну п'яту б'є кулаком у груди. Після цього всі понуро пішли обкладати канаву терниною.
У таборі у неділю був вихідний день, коли можна було залишитися у бараці. Але й ці рідкісні хвилини відпочинку не тішили полонених. «Сидіти в бараку голодному і думати про голод — ні, краще на роботі, там хоча якось відволікаєшся від цього всеохоплюючого, настирливого, всепоглинаючого почуття голоду, що не відпускає ні на мить». Неділя це був час, коли можна зустрітися із земляками, знайомими, поспілкуватися, сказати слова підтримки. Анастасія була начитаною, комунікабельною дівчиною. У родині була велика бібліотека, ще у шкільні роки вона познайомилася з російською, французькою, німецькою класичною літературою, мала талант оповідати. «У вихідні бігають дівчата, шукають у бараку „Надю із шістдесят першої тисячі“. Тягнуть у свій куток на третій полиці, повсідаються і чекають слухачки, що вона почне розповідати якусь цікаву книжку, яку прочитала вдома. Це почалося ще в Тарнавській в'язниці, коли через засилля блох, доводилося всю ніч розказувати геть усе, що читала колись».
У концтаборі кожен крок, найпростіша процедура перетворювалася на знущання над в'язнями. Найбільше замучували аппелі (від нім. Appel, перекличка, поревірка). Рано-вранці бігали штубові (старші по кімнаті) по бараку, грюкали палицями по нарах, будили на аппель. Тут тільки-но одіж під тобою розпарилася, бо посушити її після дощу чи снігу ніде, окрім як своїм тілом, тільки уві сні забув про голод, треба вставати, тягти розпарене мокряччя на себе і йти ставати у свою п'ятірку. Ранком аппель проходив швидко. Полічить аузієрка (наглядачка, від нім.: Aufseherin) чи блокова (старша по бараку) і передає бранців шефам та конвоїрам робочих команд, які ведуть на роботу. Увечері знов перелічують. Шефи здають, аузієрки приймають. Часто бувало приведуть команду в табір, а аузієрки немає. «Запустять нас у табір, поставлять під дротяною стіною п'ятірками і під наглядом охорони, що на вишках, змушують годинами стояти і чекати. Ні відійти, ні присісти, ні обіпертися об щось, ні колодок з ніг зняти, коли жарко, ні потупцювати, коли холодно — стій, бо стрілятиме. Аж ось під вечір біжить. Замість форми якась рожева сукня виглядає з-під чорного плаща-накидки, розмальована, напарфумлена — на гульки зібралася. Було охоронці витягають її із рову п'яну, виваляну у багні, справжню фурію».
Наприкінці 1944 року оголосили набір на сільгоспроботи у Буди, Анастасія зі своїми подругами записалися, здавалося, що буде легше, якщо вибратися із Біркенау. Цей філіал був за 2-3 кілометри від головного табору, це один барак та два будиночки, в одному була кухня, в іншому жили блокова, німкеня, фельдшериця, капо Гертруда і бригадирка команди — німкеня Фріда. Робота була різна, і зовсім не пов'язана із садівництвом: розбирали будинки селян, виселених із зони концтабору, ремонтували дороги, прокладали дренажі по болотистих місцях. Роботою знесилених в'язнів ніхто не був задоволений, бо ж якої роботи можна було чекати від виснажених людей. Але і відпочинку теж не давали, щодня в будь-яку погоду гонили на роботу, тільки б була видимість.
Побули у Будах до січня 1945 року, аж поки тих в'язнів, що вижили, 18 січня не евакуювали перед наступом Червоної армії на Захід Німеччини. Спочатку два дні полонянок гнали пішки до станції в місті Водзіслав Шльонський (Wodzisław Śląski / Loslau). Потім посадили в товарні вагони. Їхали довго і дуже повільно. Перша зупинка була в концтаборі Бухенвальд. Там жінок з Аушвіцу погодували, навіть у супі були справжні макарони. Анастасія розповідала, що це організував Інтернаціональний комітет, в'язні табору відмовилися від своєї вечері, щоб погодувати транспорт із Аушвіца. Потім жінок повезли далі.
«Здавалося, що гірше ніж у Аушвіці не буде. Але виявилося, що буває і гірше. Як ми не подушилися у тих зачинених наглухо телятниках, де не було місця ні стояти, ні присісти? Дівчата втрачали свідомість, мучилися, як у закритій домовині». Як довго тривала подорож, ніхто не скаже: у телятнику темно — що вдень, що вночі. Нарешті приїхали, потяг зупинився, ми повилазили з душогубок, трохи розправилися, вдихнули повітря, пішли кудись строєм по п'ятеро. Прийшли до табору, аж раптом бачимо старого, добре знайомого, Крамера, колишнього коменданта Аушвіца! Все ясно, нас привезли сюди для знищення".
Це був концтабір Берген-Бельзен у Нижній Саксонії. Групу ув'язнених з Аушвіцу, в якій була і Анастасія, розмістили у бараках колишнього лазарету для радянських полонених. Оскільки вона згадує, що запустили їх у табір, навіть не зробивши переклички номерів, дозволили розташуватися по бараках, де хто хотіли. Пустих бараків було багато, стояли в лісі між деревами, від колишніх мешканців залишилися старі матраци, набиті гнилою чи то соломою, чи то тирсою. На ранок прибіг Крамер з двома ауфзієрками, вигнали жінок з бараку, поставили на коліна у мокрий сніг, повикидали все, що було в бараці, забрали ковдри, загнали ув'язнених знову у порожній барак. Потім прислали робітника, який забив вікна і обкрутив двері колючим дротом. Так вони просиділи чотири доби без їжі, без води, в холоді і горі. Потім дали вареної брукви. До голоду і холоду долучився тиф.
«Почався мор. Мертвих не ховали, крематорію у таборі не було. Трупи валялися по всій території табору, біля кожного бараку і купа їх постійно росла. Ранком не розумієш, чи то серед живих ти, чи то серед мертвих. Я вже не можу вилізти на свої нари, падаю на голу цементну вологу підлогу і чекаю ранку. А рано-вранці приходить до мене подруга Марія із робочого табору і виводить мене кудись із бараку, щоб штубові не викинули на ту страшну купу біля бараку. Кухня перестала працювати, вже не давали вареної брюкви, а розносили всім лежачим по шматочку сирої. Ще тижнів зо два трималася я з групою дівчат на сирій брюкві. Потім полоненим роздали по шматку хліба, який виявився отруєним. Ранком, хто ще зміг підвестися, кинулися шукати воду. Всередині все пекло і горіло, а води ніде не було. А десь о дванадцятій дня заїхав до табору броньовик, з нього на всіх мовах лунало „Ви вільні! Ви повернетеся додому! Ви врятовані!“.
Концтабір був переданий британських військам 15 квітня 1945 р. в результаті домовленості між обома сторонами, щоб попередити поширення інфекції. Видовище, яке постало перед англійськими солдатами, було настільки жахливим, що через 40 років кінооператор, який знімав тоді табір, не міг вдруге переглянути ці кадри. Незважаючи на зусилля медиків, у перші два тижні після визволення померло біля 13 000 осіб.
У сонячний травневий день 1945 року 20-літня Анастасія вперше за кілька тижнів змогла самостійно вийти із бараку нацистського концтабору Берген-Бельзен.
„Я переступила поріг і побачила скрізь гори трупів: під стінами бараків, вздовж дороги, біля загорожі з колючого дроту. Неподалік наш колишній комендант з аузієрками вантажили їх на машини“. Здавалося б, яка радість мала охопити всіх живих, які діждалися, дочекалися такої довгожданої волі, а насправді на радість не було сил. Скелети, що лишилися від людей, не мали реакції ні на що. А як і пробивався якийсь промінчик радості, то тут же згасав, зачепившись за купи трупів. „А вони?“ ‒ різало кожного живого, немовби звинувачувало в тому, що вижив саме він».

## Повернення в Україну

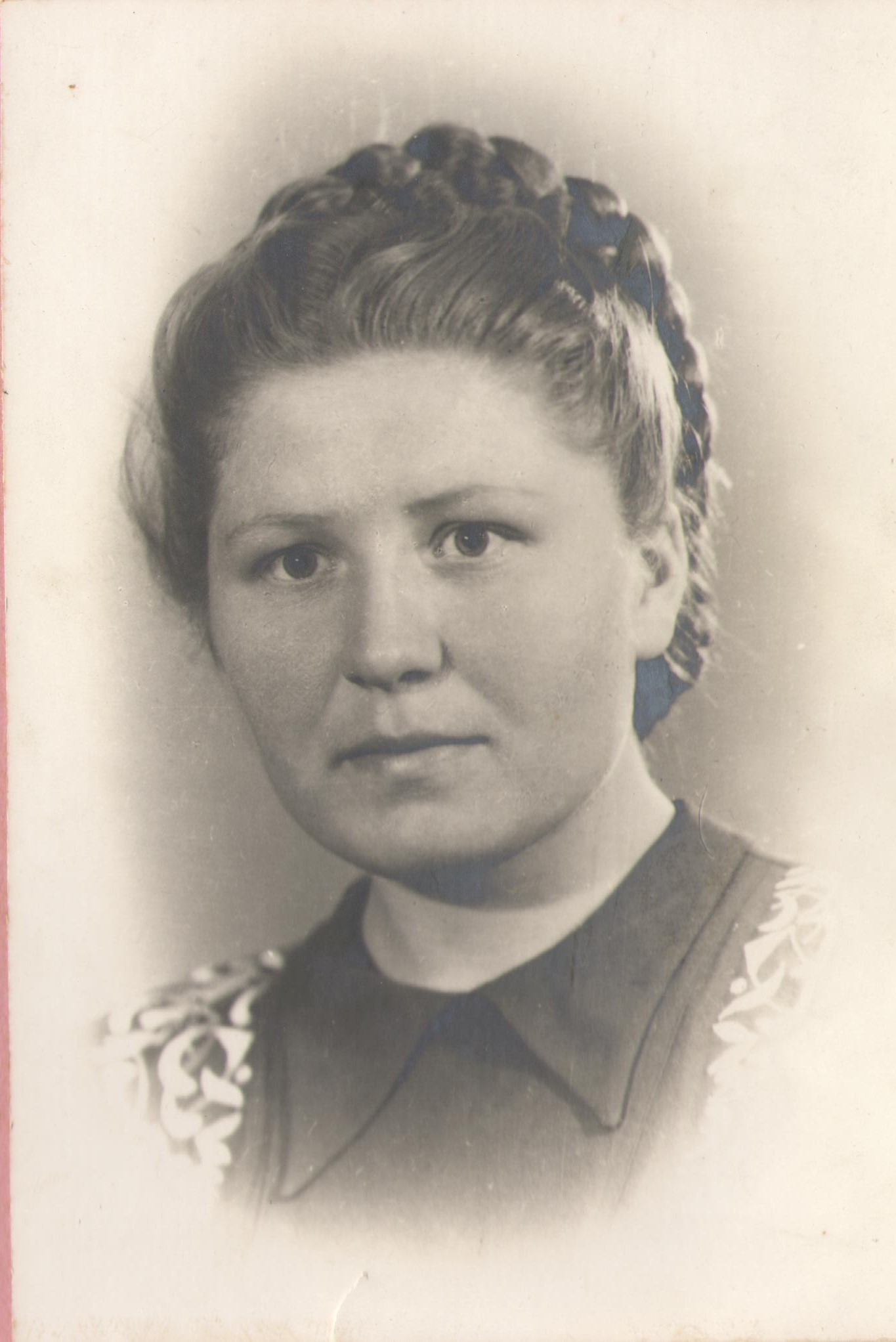
Анастасія Гулей (Пляшечник) під час навчання в Київському лісогосподарському інституті. 1950 рік

Близько місяця Анастасія була в лазареті. Британці трохи підлікували в'язнів і направили через Ельбу в радянську зону окупації. У м. Везенберг (Wesenberg) був збірно-пересильний табір репатріантів, де Анастасія швидко пройшла фільтраційну перевірку. Оскільки вона перед війною закінчила 9 класів (немало на той час), її залишили працювати секретаркою в таборі, виписувати репатріантам довідки. Лише у серпні 1945 року її відпустили додому. Але ешелон репатріантів довезли до збірно-пересильного пункту Барановичі. «Розвантажили весь ешелон людей на болоті просто неба — чекай наступного транспорту, який підвезе ближче до домівок. На цьому болоті довелося просидіти півмісяця, а потім самотужки чіплятися до якогось товарняка з деревиною, що йде в бік Києва. Так я „автостопом“ добралася до Гребінки». Звідти Анастасія не без пригод доїхала до свого рідного села Грабарівка. Ще на станції від знайомих дівчат вона дізналася, що на старшого брата Василя прийшла похоронка, Петро повернувся з фронту без ноги. Гнат пережив усю блокаду Ленінграда. Мати жила тепер у Сергіївці і гляділа онука — сина брата Василя, якого він так ніколи й не побачив. Батько був тяжко хворий раком легень. Стільки поганих новин нараз; їх би вистачило й на три життя.

## Освіта і шлюб
Анастасія вирішує йти до школи, закінчувати 10-й клас, відкладати нікуди, вже пройшло страшних чотири роки, відколи вона випустилася із 9-го класу. А директор найближчої Яблунівської школи не хоче її брати, бо «була в Німеччині». Тільки завдяки втручанню брата Петра, інваліда і учасника війни, вона почала навчатися в 10-му класі. Учні школи теж спочатку поставилися до неї вороже, не хотіли сидіти за однією партою, ділитися підручниками, цькували, тому що знову ж таки, «була в Німеччині». Але з часом ненависть змінилася дружбою. У 1946 році Анастасія вступила до Лісогосподарського інституту в м. Київ, який закінчила у 1950 році.
В Лісогосподарському інституті Анастасія познайомилася зі студентом, колишнім фронтовиком, Володимиром Йосиповичем Гулеєм (1923—1998) з Хмельницької області, та одружилася з ним.

## Професійна діяльність
Після закінчення інституту Анастасію Гулей направили на роботу в Молдову. Вона з чоловіком працювали в Кеприанівському лісгоспі: Володимир — головним лісничим, а Анастасія — інженеркою з лісових культур та насаджень.
У 1967 році чоловік перейшов працювати економістом до Інституту Державного планового комітету при Раді Міністрів УРСР. У 1968 році родина (на той час Анастасія народила вже трьох дітей) переїхала в Україну. Спочатку жили в Фастові, а потім — у Києві (Жуляни). Щоб отримати ділянку для будівництва свого будинку, Анастасія Гулей пішла працювати в Жулянський радгосп у тракторну бригаду. У 1972 році обрана секретаркою виконкому. У 1975 році після отримання офіційної прописки в Києві влаштувалася діловодкою у студентському відділі Київського університету ім. Тараса Шевченка. У грудні 1980 року в 55 років вийшла на пенсію.
Але продовжила працювати старшою майстринею сувенірного цеху на Київському художньому комбінаті, відповідала за виготовлення сувенірів. Разом з нею працювала її наймолодша донька Ольга. Вона була майстринею по каменю, виконувала набійку на тканинах. Це мистецтво так її захопило, що вона здобула освіту в Львівському інституті декоративно-прикладного мистецтва. На комбінаті Анастасія Гулей пропрацювала чотири роки, а тоді, у 1984-му, вже остаточно вийшла на пенсію.

## Громадська діяльність
У 1975 році Анастасія Гулей увійшла до Київського відділення організації борців антифашистського опору (ОБАО). З 2013 року вона є Головою президії Української організації борців антифашистського опору та Головою київського осередка — Спілки колишніх політичних в'язнів нацистських концтаборів.
Анастасія Гулей проводить активну громадську роботу, виступає перед молоддю, бере участь у міжнародних зустрічах. Часто виступає на телебаченні, радіо, в пресі. Проводить зустрічі з учнями, студентами і взагалі з молоддю Німеччини, особливо в Землі Саксонія-Ангальт, де вже стало традицією вручати відзнаку школам, які вибороли звання «Школа без расизму, школа громадянської відваги».
Бере активну участь у роботі міжнародних форумів і інших міжнародних заходів колишніх в'язнів концтабору. Регулярно відвідує урочистостостості з нагоди визволення нацистських концтаборів Аушвіц, Бухенвальд, Дахау, Берген-Безьзен, Маутгаузен.
У 2015 році 8 травня разом з Президентом України Петром Порошенком та Генеральним секретарем ООН Пан Гі Муном брала участь в урочистостях до Дня пам'яті та примирення, була запрошена на щорічний прийом до Президента Німеччини Йоахіма Ґаука.
У 2019 році за ініціативи Анастасії Гулей вдалося зібрати кошти і спорудити пам'ятник на подвір'ї середньої школи № 279 в мікрорайоні Жуляни жителям села Жуляни, які загинули в перші дні німецько-радянської війни. 11 вересня 2019 року пам'ятник був урочисто відкритий. Прийшли мешканці Жулян, особливо старші, які пережили війну і пам'ятали, як усе було. Навіть пандемія коронавірусу не стримала їх.
17 липня 2020 року Анастасія Гулей нагороджена Орденом за заслуги Федеративної Республіки Німеччина (орденом «Хрест за заслуги на стрічці») за активність у справі вшанування пам'яті жертв націонал-соціалістської диктатури. Церемонія нагородження відбулася в Посольстві Німеччини в Україні. Від імені Федерального президента Франка-Вальтера Штайнмаєра Амбасадорка Анка Фельдгузен вручила цю високу відзнаку Федеративної Республіки Німеччина.
Анастасія Гулей проводить активну видавничу діяльність. У 2000 році видала книгу спогадів колишніх в'язнів концтабор Берген-Бельзен «Із мороку небуття». За сприяння Громадської організації «Міжнародний фонд «Взаєморозуміння і толерантність» разом з учнями шкіл, гімназій Києва підготувала історико-біографічні книги «Естафета пам'яті» та «В ярмі окупації», присвячені висвітленню історичних подій під час Другої світової війни — у концтаборах і на окупованій території. У 2018 році здійснила давню мрію — написала книгу пам'яті «Діти війни» разом із німецькими свідками. Цей проєкт вдалося реалізувати завдяки фінансовій підтримці німецького фонду «Пам'ять, відповідальність, майбутнє» (EVZ) та Державного центру громадянської освіти в землі Саксонія-Ангальт.
Російське вторгнення 22 лютого 2022 року змусило 96-річну Анастасію Гулей залишити свій дім у Києві і разом із донькою Валентиною, сином Василем виїхати до Львова, а потім до Німеччини. Їх зустрів на польському кордоні Майк Райхель, директор Державного центру громадянської освіти в землі Саксонія-Ангальт, знайомий Анастасії Гулей з 2014 року. Завдяки Райхелю вона прожила в Бад-Кьозені з березня 2022 до травня 2023 року. Ще до періоду коронавірусу Майк почав записувати історію життя Анастасії. Цю книгу він завершив після її приїзду до Німеччини.
Попри свій вік, Анастасія Гулей була дуже активною в Німеччині. Вона часто виступала в школах і на різних громадських заходах у Саксонії-Ангальт, розповідаючи про Другу світову війну та війну в Україні.

## Сім'я
В Лісогосподарському інституті Анастасія познайомилася зі студентом, колишнім фронтовиком, Володимиром Йосиповичем Гулеєм (1923—1998) родом з Хмельницької області. Пізніше одружилася з ним. Багато років Анастасія Василівна присвятила турботі про свою велику родину. У шлюбі народила трьох дітей: Валентину, Василя та Ольгу. Нині Анастасія має шестеро онуків та правнучку.

## Нагороди
- Орден княгині Ольги III ступеня
- Орден За заслуги перед Федеративною Республікою Німеччина (Der Verdienstorden der Bundesrepublik Deutschland)
- Орден «За мужність» III ступеня
- медаль «Захиснику вітчизни»

## Публікації
- Гулей, Анастасія. Із мороку небуття: документальна повість / А. Гулей. — К. : Українські пропілеї, 2000. — 116 с.
- Естафета пам'яті: [книга спогадів] / [упоряд. А. В. Гулей]. — К. : Фенікс, 2012. — 180 с.
- В ярмі окупації. Маловідомі сторінки історії примусової праці на Київщині / Спілка колиш. політ. в'язнів фашист. концтаборів м. Києва, Міжнар. громад. орг. "Міжнар. фонд «Взаєморозуміння і толерантність» ; [кер. проекту А. Гулей]. — К. : Фенікс, 2013. — 146 с. : іл. — 500 экз. — ISBN 978-966-136-076-0
- Гулей, Анастасія Василівна. Із мороку небуття: докум. повість / Анастасія Гулей. — К. : Фенікс, 2013. — 116, [10] с. : іл. — 200 экз. — ISBN 978-966-651-990-3
- Діти війни = Kinder des Krieges: спогади очевидців з України та Німеччини / з есе Каті Петровської; [упоряд. Петер Ветцель та ін.; пер. та адаптація тексту Л. Даниленко та ін.]; Укр. орг. борців антифашист. опору, Центр політ. освіти землі Саксонія-Ангальт, Іст. майстерня Мерзебурґ, Фонд «Меморіали Саксонії-Ангальт». — Київ: Фенікс, 2018, 351 с. — ISBN 978-966-136-556-7